# Avenida Van Siclen (línea New Lots)
La Van Siclen Avenue (Avenida Van Siclen en español) es una estación en la línea New Lots del metro de la ciudad de Nueva York, localizada en la intersección de la avenida Van Siclen y la avenida Livonia en Brooklyn. La estación de la avenida Van Siclen tiene dos vías con dos plataformas laterales, al igual que un mezanine de madera.